# 安徽省妇女联合会
安徽省妇女联合会，简称安徽省妇联，是中华人民共和国安徽省妇女儿童工作者组成的人民团体，是中华全国妇女联合会的地方组织，接受中国共产党安徽省委员会的领导。其最高权力机构是安徽省妇女代表大会。